# 모하메드 알리 벤 롬단
모하메드 알리 벤 롬단(아랍어: محمد علي بن رمضان, Mohamed Ali Ben Romdhane, 1999년 9월 6일 ~ )은 튀니지의 축구 선수로 현재 헝가리 넴제티 버이녹샤그 I의 페렌츠바로시에서 미드필더로 활약하고 있다.